# Preseli Pembrokeshire (circonscription du Senedd)
Ne doit pas être confondu avec Preseli Pembrokeshire (circonscription britannique).
Preseli Pembrokeshire est une circonscription de l'Assemblée nationale du pays de Galles.

## Membres de l'Assemblée
| Élection | Élection | Membre                   | Parti        | Portrait |
| -------- | -------- | ------------------------ | ------------ | -------- |
|          | 1999     | Richard Edwards          | Labour       |          |
|          | 2003     | Tamsin Dunwoody-Kneafsey | Labour       |          |
|          | 2007     | Paul Davies              | Conservateur |          |

## Élections

### Élections dans les années 2010
| Élections de l'Assemblée galloise 2016: Preseli Pembrokeshire |                   |                   |        |      |      |
| Parti                                                         | Parti             | Candidat          | Votes  | %    | ±    |
|                                                               | Conservateur      | Paul Davies       | 11,123 | 39.2 | -3.2 |
|                                                               | Labour            | Dan Lodge         | 7,193  | 25.3 | -9.1 |
|                                                               | Plaid Cymru       | John Osmond       | 3,957  | 13.9 | -1.6 |
|                                                               | UKIP              | Howard Lillyman   | 3,286  | 8.4  | +8.4 |
|                                                               | Liberal Democrats | Bob Kilmister     | 1,677  | 5.9  | -1.8 |
|                                                               | Green             | Frances Bryant    | 1,161  | 4.1  | +4.1 |
| Majorité                                                      | Majorité          | Majorité          | 3,930  | 13.6 | +5.6 |
| Participation                                                 | Participation     | Participation     | 28,937 |      |      |
|                                                               | Conservateur hold | Conservateur hold | Swing  |      |      |

| Élections de l'Assemblée galloise 2011: Preseli Pembrokeshire |                   |                   |        |      |      |
| Parti                                                         | Parti             | Candidat          | Votes  | %    | ±    |
|                                                               | Conservateur      | Paul Davies       | 11,541 | 42.4 | +3.8 |
|                                                               | Labour            | Terry Mills       | 9,366  | 34.4 | +7.0 |
|                                                               | Plaid Cymru       | Rhys Sinnett      | 4,226  | 15.5 | −9.2 |
|                                                               | Liberal Democrats | Bob Kilmister     | 2,085  | 7.7  | −1.6 |
| Majorité                                                      | Majorité          | Majorité          | 2,175  | 8.0  | −3.2 |
| Participation                                                 | Participation     | Participation     | 27,218 | 47.0 | −3.9 |
|                                                               | Conservateur hold | Conservateur hold | Swing  | −1.6 |      |

### Élections dans les années 2000
| Élections de l'Assemblée galloise 2007: Preseli Pembrokeshire |                                   |                                   |        |      |      |
| Parti                                                         | Parti                             | Candidat                          | Votes  | %    | ±    |
|                                                               | Conservateur                      | Paul Davies                       | 11,086 | 38.6 | +9.1 |
|                                                               | Labour                            | Tamsin Dunwoody                   | 7,881  | 27.4 | −7.9 |
|                                                               | Plaid Cymru                       | John Osmond                       | 7,101  | 24.7 | +1.8 |
|                                                               | Liberal Democrats                 | Hywel Davies                      | 2,652  | 9.2  | −3.1 |
| Majorité                                                      | Majorité                          | Majorité                          | 3,205  | 11.2 |      |
| Participation                                                 | Participation                     | Participation                     | 26,070 | 44.6 | +9.5 |
|                                                               | Conservateur vainqueur sur Labour | Conservateur vainqueur sur Labour | Swing  | +8.5 |      |

| Élections de l'Assemblée galloise 2003: Preseli Pembrokeshire |                   |                   |        |      |       |
| Parti                                                         | Parti             | Candidat          | Votes  | %    | ±     |
|                                                               | Labour            | Tamsin Dunwoody   | 8,067  | 35.3 | +0.9  |
|                                                               | Conservateur      | Paul Davies       | 6,741  | 29.5 | +6.9  |
|                                                               | Plaid Cymru       | Sion T. Jobbins   | 5,227  | 22.9 | −2.0  |
|                                                               | Liberal Democrats | Michael I. Warden | 2,799  | 12.3 | +0.8  |
| Majorité                                                      | Majorité          | Majorité          | 1,326  | 5.8  | -4.3  |
| Participation                                                 | Participation     | Participation     | 22,834 | 41.4 | −12.2 |
|                                                               | Labour hold       | Labour hold       | Swing  | −3.0 |       |

### Élections dans les années 1990
| Élections de l'Assemblée galloise 1999: Preseli Pembrokeshire |                                  |                  |        |      |     |
| Parti                                                         | Parti                            | Candidat         | Votes  | %    | ±   |
|                                                               | Labour                           | Richard Edwards  | 9,997  | 34.4 | N/A |
|                                                               | Plaid Cymru                      | Conrad L. Bryant | 7,239  | 24.9 | N/A |
|                                                               | Conservateur                     | Felix F.E. Aubel | 6,585  | 22.6 | N/A |
|                                                               | Liberal Democrats                | David G.B. Lloyd | 3,338  | 11.5 | N/A |
|                                                               | Indépendant                      | Alwyn C. Luke    | 1,944  | 6.7  | N/A |
| Majorité                                                      | Majorité                         | Majorité         | 2,758  | 9.5  | N/A |
| Participation                                                 | Participation                    | Participation    | 29,103 | 53.6 | N/A |
|                                                               | Labour Vainqueur (nouveau siège) |                  |        |      |     |